# 경명왕
경명왕(景明王, 894년? ~ 924년, 재위: 917년 ~ 924년)은 신라의 제54대 왕이다. 성은 박(朴)씨, 이름은 승영(昇英)이다.
신덕왕(神德王)과 의성왕후(義成王后)의 첫째아들이며 경애왕(景哀王)의 형이다. 왕비는 신라 금입택(금을 입힌 집) 중 하나인 장사택(長沙宅)을 소유한 가문인 각간(角干) 김대존(金大尊)의 딸이다.

## 생애
경명왕 때에는 신라의 국운이 기울어가고 있었다. 실제 신라왕실은 왕경(王京)인 경주를 중심으로 한 그 주변 지역을 다스리는 데 불과하였고, 나머지는 궁예(弓裔)와 견훤(甄萱) 등 지방 세력에게 빼앗겼다. 특히, 918년(경명왕 2)에 일어난 현승(玄昇)의 반란으로 신라는 그 운명을 더욱 재촉하게 되었다. 같은해 궁예 휘하의 인심이 돌변하여 왕건(王建)을 추대하였고, 궁예는 암살되었다. 그 뒤 왕건과 견훤이 패권을 다투게 되었으나, 이들의 패권에 가장 큰 영향을 주는 것은 이들과 신라왕실과의 연결이었다. 따라서 안동이나 합천지역에서 이들의 패권전(覇權戰)이 치열하였으나, 싸움은 결국 해상권을 장악한 왕건에게 유리하게 전개되었다.
또, 경명왕 때에는 여러 가지 변괴가 있었다고 하는데, 919년 사천왕사(四天王寺)벽화의 개가 울었고, 927년에 황룡사탑(皇龍寺塔)의 그림자가 사지(舍知) 금모(今毛)의 집 뜰에 열흘이나 머물렀으며, 사천왕사 오방신(五方神)의 활줄이 모두 끊어지고 벽화의 개가 뜰로 쫓아나왔다는 기록들이 그것이다. 이러한 설화기사의 이면을 생각해볼 때, 당시 신라의 국운이 기울어져가는 불안한 모습을 엿볼 수 있다. 재위 7년 만에 죽으니 황복사(黃福寺) 북쪽에 장사지냈다(이곳에서 화장했다고도 한다.).

### 왕릉 전설
경주군 남쪽 배동 배일산(拜日山)의 세 왕릉 중 맨 위의 왕릉이 아달라 이사금의 능이고 가운데는 신덕왕릉, 맨 앞은 경명왕의 능이라고 한다.

## 가계
- 부왕 : 신덕왕(神德王, ? ~917, 재위:912~917)
- 모후 : 의성왕후 김씨(義成王后 金氏)
  - 국왕 : 경명왕(景明王, ? ~924, 재위:917~924)
  - 왕비 : 장사택(長沙宅)[3] - 각간(角干) 김대존(大尊)[4]의 딸
    - 장남 : 밀성대군 박언침(朴彦忱) 밀양 박씨 시조
    - 차남 : 고양대군 박언성(朴彦成) 고령 박씨 시조
    - 3남 : 속함대군 박언신(朴彦信) 함양 박씨 시조
    - 4남 : 죽성대군 박언립(朴彦立) 죽산 박씨 시조
    - 5남 : 사벌대군 박언창(朴彦昌) 상주 박씨 시조
    - 6남 : 완산대군 박언화(朴彦華) 전주 박씨 시조
    - 7남 : 강남대군 박언지(朴彦志) 순천 박씨 시조
    - 8남 : 월성대군 박언의(朴彦義) 경주 박씨 시조
    - 딸 : 상화공주(尙和公主)
    - 사위 : 백창직(白昌稷)

## 경명왕이 등장하는 작품
- 《태조 왕건》(KBS, 2000년~2002년, 배우:안흥식)

## 같이 보기
- 발해
  - 대인선 (907년 - 926년)
- 태봉
  - 궁예 (901년 - 918년)
- 고려
  - 태조 (918년 - 943년)
- 후백제
  - 견훤 (900년 - 935년)